# Tryggve Emond
Lars Tryggve Emond, född 8 februari 1925 i Landskrona, död 7 juni 2017 i Lund, var en svensk författare, översättare och lärare vid Katedralskolan i Lund, där han under många år var drivande kraft för skolans revyer. Han tillhörde Litterära studentklubben i Lund där de poeter som kom att sammanföras till Lundaskolan var verksamma. Tryggve Emonds doktorsavhandling On art and unity (1964) undersöker konstbegreppet. Han gav ut läroböcker i franska och engelska, diktsamlingen Mina heliga lekar (1950) och Vad är filosofi? (1995), tillsammans med Bengt Hansson. Han gjorde ett flertal översättningar från engelska, franska, tyska och danska. Han var gift med Ingrid Emond (1925–2012), som han samarbetade med i flera översättningar. Tryggve Emond var son till konstnären Martin Emond. Makarna Emond är gravsatta på Båstads Nya begravningsplats.

## Översättning (urval)
- John P. Marquand: Rapsodi i gult (Ming yellow) (Norstedt, 1945)
- Robert Storm Petersen: 154 av Storm P:s bästa (översatt tillsammans med Anders Sten, Hemmets journal, 1974)
- Joseph Conrad: Den yttersta gränsen (The end of the tether) (BookLund, 1994)
- Mark Twain: Vad är människan? och andra texter (urval och översättning) (BookLund, 1998)
- Bryan Magee: Bonniers stora bok om filosofi (1999)
- Shulamith Behr: Expressionismen (Expressionism) (Fogtdal, 2000)
- Henning Repetzky: Västsvenska kyrkor från nygotikens storhetstid: göteborgsarkitekten Adrian C. Petersons kyrkoarkitektur (Die westschwedische Kirchenarchitektur des Göteborger Architekten Adrian C. Peterson) (CAL-förlaget, 2008)
- Samuel Butler: Om papegojor och genier, med mera: ur Samuel Butlers anteckningsböcker (Ellerström, 2012)